# Двенадцать Апостолов (Австралия)
Двенадцать Апостолов (англ. The Twelve Apostles) — группа известняковых скал в океане возле побережья в национальном парке Порт-Кэмпбелл, расположенных на так называемой Великой океанской дороге в австралийском штате Виктория. Их внешний вид и небольшое расстояние один от другого сделали это место популярной туристической достопримечательностью. Высота некоторых скал около 45 метров. Поначалу место носило название Соу-энд-Пиглетс («Свинья и поросята»), которое в XX веке было изменено на Те-Туэлв-Апослс («Двенадцать Апостолов»), при том что в группе было только 9 скал. Соу («свинья») был остров, а Пиглетс («поросята») — отделившиеся скалы. В 2005 году одна из скал обрушилась, не выдержав воздействия эрозии. В 2009 году обрушилась ещё одна скала, в результате чего осталось семь скал.
Двенадцать Апостолов находятся между городами Порт-Кэмпбелл и Принстон на Великой океанской дороге. Двенадцать Апостолов — одна из главных достопримечательностей штата Виктория и одна из самых посещаемых в Австралии. В начале 2000-х годов на этом маршруте был построен туристический центр. Среди туристов также популярен облёт скальной группы на вертолёте.

В 1964 году скалы были включены в состав национального парка Порт-Кэмпбелл, созданного с целью охраны уникальных известняковых образований. Современная территория заповедника охватывает 17,5 км².

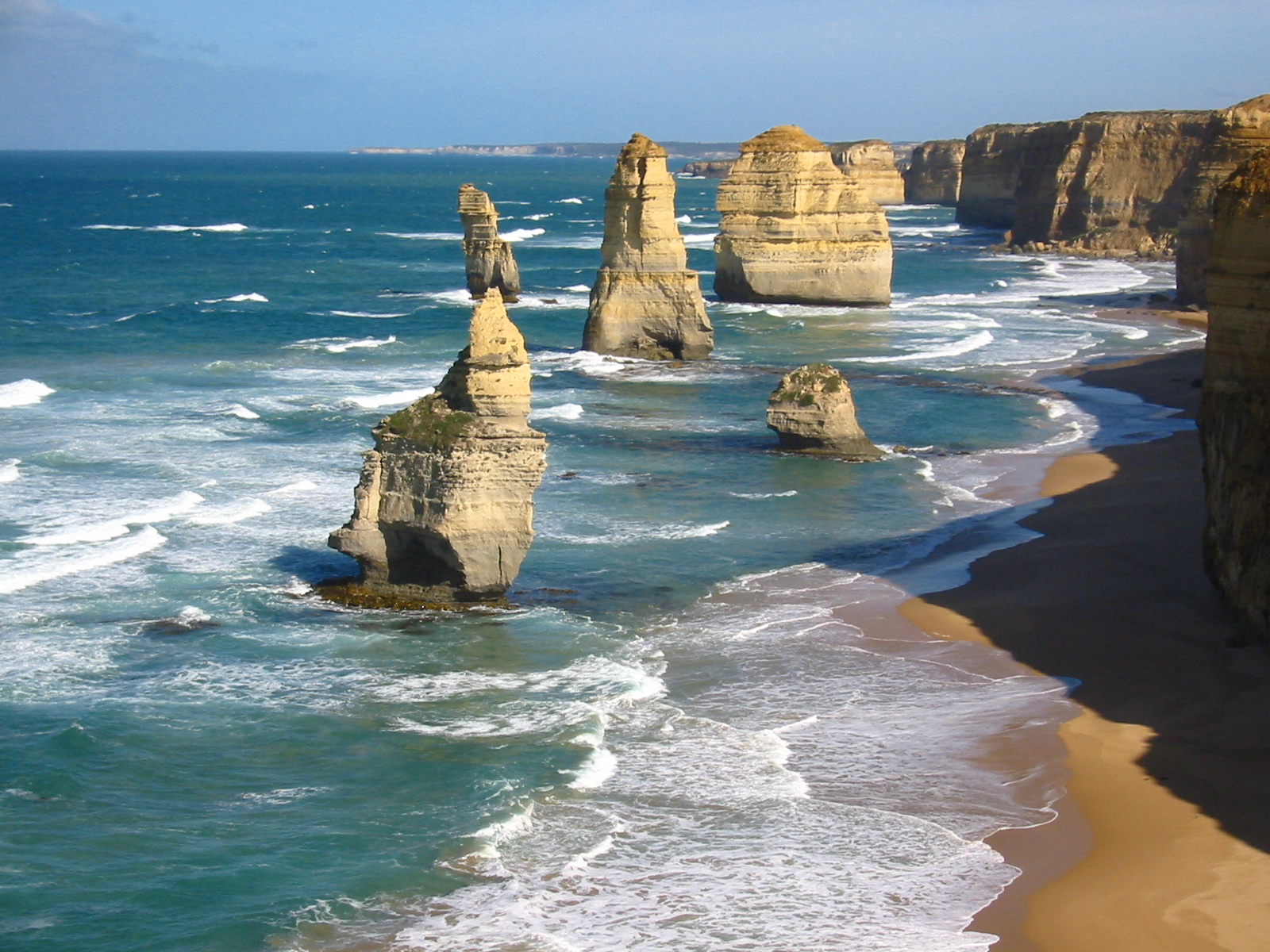
«Двенадцать Апостолов» в 2003 году
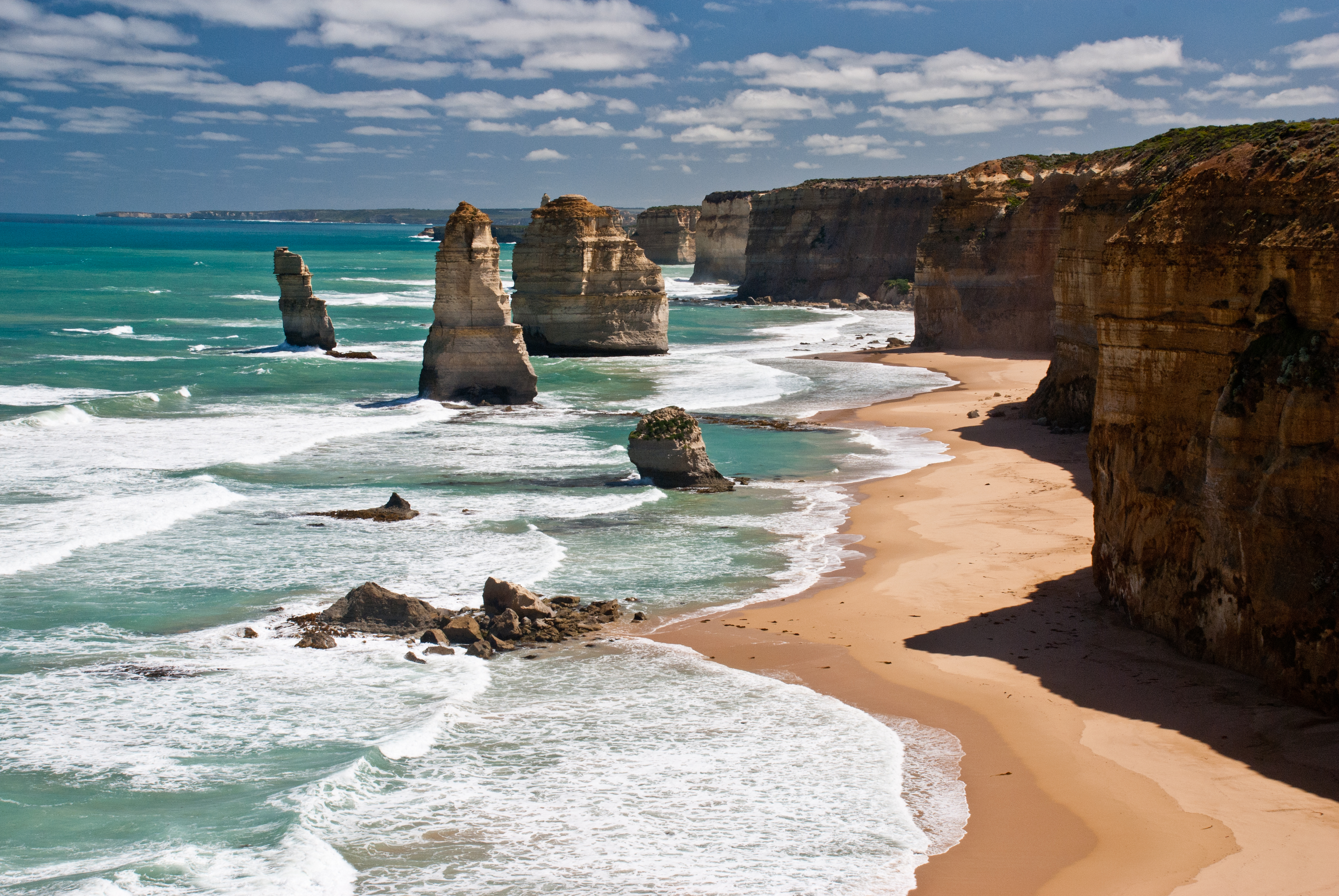
«Двенадцать Апостолов» в 2010 году